# Seek & Destroy
Seek & Destroy è un brano del gruppo musicale statunitense Metallica, nona traccia del primo album in studio Kill 'Em All, pubblicato il 25 luglio 1983.
Si tratta di uno dei primi brani del gruppo registrati in studio e fu pubblicato per la prima volta nel demo No Life 'Til Leather.
La canzone viene proposta nei concerti del gruppo sin dal loro debutto nel 1982 ed è il brano di chiusura dei concerti dei Metallica dal Madly in Anger with the World Tour.

## Descrizione
Il brano tratta del bisogno di uccidere, riferito non ad uccisioni ingiustificate ma quale vendetta contro qualcuno che merita di morire.
Lars Ulrich affermò che Seek & Destroy è stata influenzata principalmente da Dead Reckoning dei Diamond Head, mentre i primi tre "mini assoli" sono invece una diretta derivazione del brano Princess of the Night dei Saxon.
Nel documentario Metallica: Some Kind of Monster del 2004 il brano viene utilizzato come sottofondo durante la narrazione dei momenti più importanti dei primi anni di carriera dei Metallica.
Nella classifica dei "migliori 10 brani di tutti i tempi dei Metallica" stilata da AOL Radio, il brano si è classificato al quarto posto

## Formazione
- James Hetfield – voce, chitarra ritmica
- Kirk Hammett – chitarra solista
- Cliff Burton – basso
- Lars Ulrich – batteria

## Cover
La canzone è stata oggetto di numerose reinterpretazioni:

### In studio
- 1998: Rage in Eden (Dreams)[10]
- 1998: Birmingham 6 (Blackest Album: An Industrial Tribute to Metallica)[11]
- 1999: Nukes (Phantom Lords: A Tribute to Metallic [German])[10]
- 2000: The Suspects (Panic Button! and Ska Chartbusters)[11]
- 2000: Mornaland (Metal Militia: A Tribute to Metallica, Vol. 3)[11]
- 2000: Angel Theory *(The Blackest Album, Vol. 4: An Industrial Tribute)[11]
- 2000: Shandon (Fetish)
- 2001:  Agent Orange (Punk Tribute to Metallica)[11]
- 2002: Powerbook Army (Metalliclash: Tribute to Metallica)[11]
- 2003: Birmingham 6 (Anthrax and the History of Thrash Metal)[11]
- 2003: Primal Fear (The Tribute to The Four Horsemen)[11]
- 2003: Divine Ruins (Metallica Tribute: None Blacker)[11]
- 2004: Acid Drinkers (15 Screwed Years)[11]
- 2004: Agent Orange (World's Greatest Metallica Tribute)[11]

### Dal vivo
- Apocalyptica
- Pantera
- Testament
- Exodus
- Tuff (in Decade of Disrespect)